# Trombosi della vena porta
La trombosi della vena porta è una forma di trombosi venosa che colpisce la vena porta e può causare l'ipertensione portale e la riduzione dell'afflusso di sangue al fegato; se derivata da cirrosi epatica, causa un aumento della pressione a livello della vena porta con possibile rottura di varici esofagee e ascite.

## Cause
Tra le cause si possono annoverare la pancreatite, la cirrosi, la diverticolite ed il colangiocarcinoma. Può anche essere una complicazione della splenectomia.

## Diagnosi
La diagnosi della trombosi della vena porta è generalmente effettuata mediante ecografia, tomografia computerizzata con contrasto o risonanza magnetica. I livelli del D-dimero nel sangue possono essere elevati a causa della degradazione della fibrina.

## Trattamento

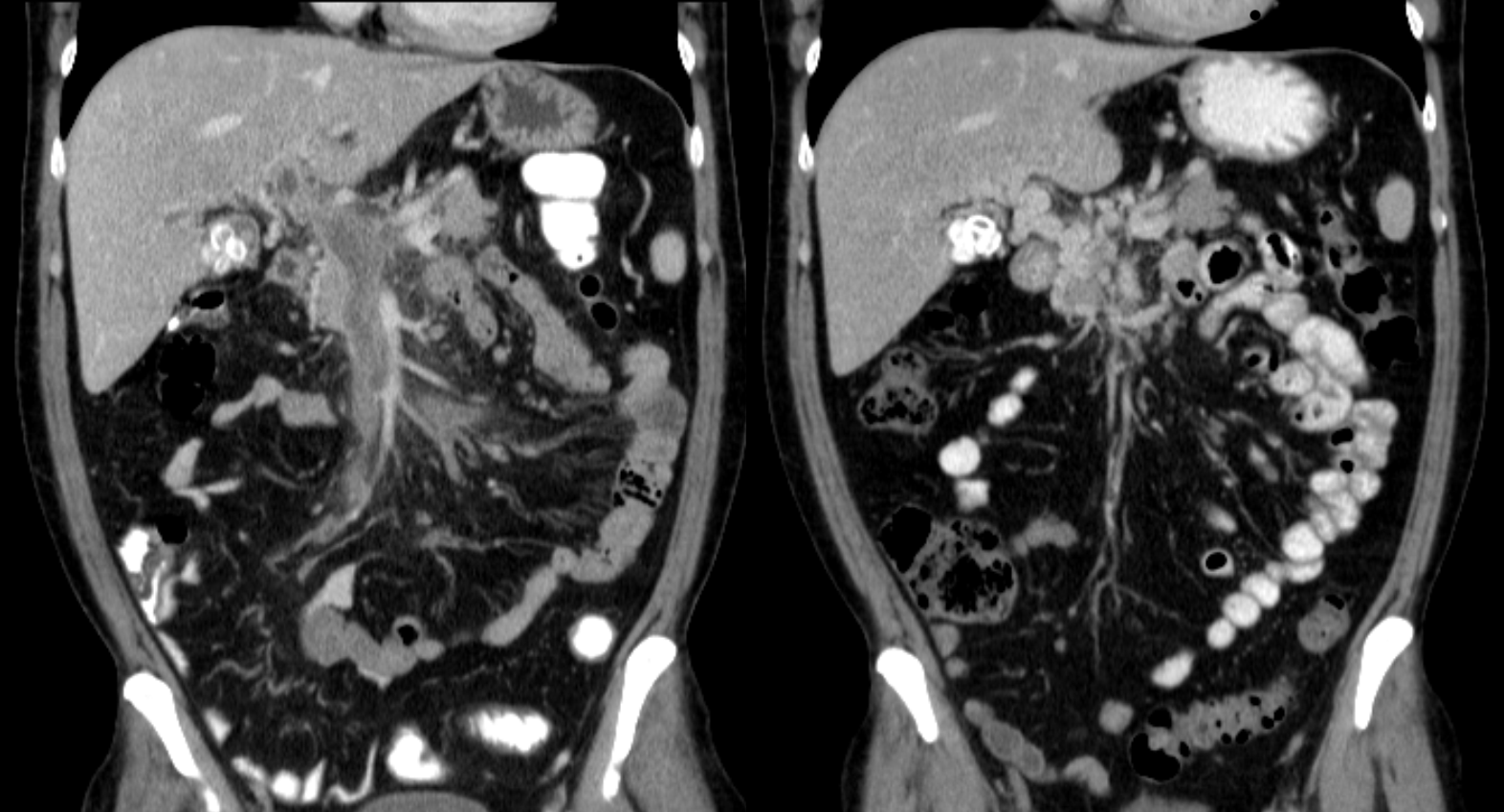
Trombosi della vena porta in una tomografia computerizzata (sinistra) e trasformazione cavernosa della vena porta dopo un anno (destra)

Si può trattare con anticoagulanti, shunt, bypass e trapianto di organi.